# گازی‌کوی (کوزان)
گازی‌کوی (به ترکی استانبولی: Gaziköy) یک منطقهٔ مسکونی در ترکیه است که در قوزان (ترکیه) واقع شده‌است.